# 효소 반응속도론

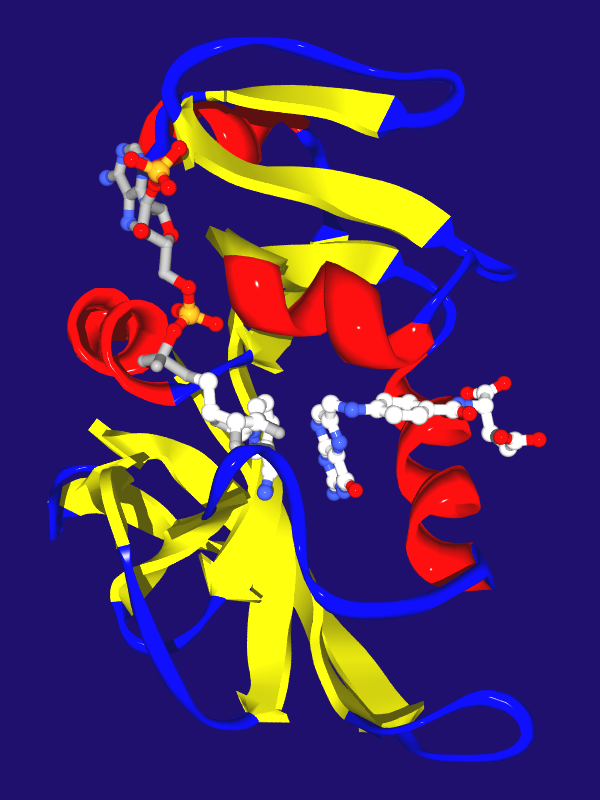
디히드로엽산환원효소.

효소 반응속도론(酵素反應速度論, 영어: enzyme kinetics)은 효소에 의한 화학반응을 연구하는 학문이다. 효소 반응속도론에서, 반응속도는 다양한 반응의 조건의 효과에 의해 조사된다. 효소 반응속도론에 이 방식을 사용하는 것은 효소 반응의 작동방식을 드러내는 것이 가능하다. 대사에서는 어떻게 반응이 조절되는지, 그리고 어떻게 약이 효소의 저해제로서 작용하는지에 대한 역할이다.
효소는 일반적으로 다른 분자(기질)을 조종하는 단백질 분자다. 이 기질은 효소의 활성부위에 묶인 후 효소 작용 과정에 의해 산물로 변하게 된다.
E + S ⇄ ES ⇄ ES* ⇄ EP ⇄ E + P
이 작용 과정은 단일-기질과 복합-기질 작용 과정으로 나뉜다. 효소 반응속도론 중 하나의 기질만 취급하는 것(예로 트리오스인산 이성질화 효소)은 회전률과 효소가 기질을 묶는 것과의 관계를 측정한다. 몇몇 효소의 예는 phosphofructokinase와 hexokinase가 있으며, 양측 모두 세포 호흡에 중요한 역할을 한다.
효소가 dihydrofolate reductase와 같은 복합적인 기질을 사용할 때는 효소 반응속도론은 사용되는 기질과 산물의 시퀀스를 또한 보여주기도 한다. 하나의 기질을 사용하여 두 개의 산물로 분해하는 대표적인 효소는 protease다. 다른 두 기질을 사용하는 것에는 DNA 중합효소가 뉴클레오타이드를 DNA로 중합하는 것을 예로 들 수 있다. 비록 이 작용 과정이 보통 복잡할지라도, 일반적인 대체로 속도를 결정하는 속도 결정 과정이 존재한다. 속도 결정 과정(rate-determining step)은 화학적 반응이거나 효소 또는 기질의 위치 변화일 수도 있다.

## 같이 보기
- 화학 반응속도론